# Зеленський Петро Павлович
Зеленський Петро Павлович (21 грудня 1891, Зіньків Полтавської губернії — 2 лютого 1977, Москва) — учасник Громадянської та Радянсько-німецької воєн, ад'ютант Семена Будьонного.

## Біографія
Батько — Павло Терентійович Зеленський, столяр і тесляр. Мати — домогосподарка, час від часу працювала на поденщині. Сім'я ніякою власністю крім хати не володіла. Батько помер в 1931 році, мати — в 1932.
В 1904 році закінчив Зіньківську гімназію. В 1906 році з відома батьків відвезений до села Горностаївка Таврійської губернії і відданий у служіння до магазина купця Сацюка. Через три роки перейшов у найми до магазину купця Гладкова (село Велика Лепетиха). Ще через два роки поступив до купця Малкова в Каховці, в якого працював товарознавцем до осені 1913 року, коли був призваний на військову службу[первинне джерело].

### Під час Першої світової та Громадянської воєн

Семен Будьонний і Петро Зеленський

Під час Першої світової війни двічі був поранений. В 1916 році закінчив 4-ту Київську школу прапорщиків, після чого був направлений до 106-го запасного полку (місто Вятка), де був призначений взводним командиром навчальної команди. У Вятці отримує звання підпоручика. Під час Лютневої революції керував роззброєнням стражників і жандармів Вятки. У вересні 1917 року призначений командиром кінної полкової розвідки Білозерського полку (Південно-Західний фронт).

В січні 1919 року — завідувач обліково-кінського відділу Зіньківського військового комісаріату (військовий комісар і начальник гарнізону міста — колишній командир кавалерійського загону Печеник). У квітні 1919 року — відряджений до Охтирки. 

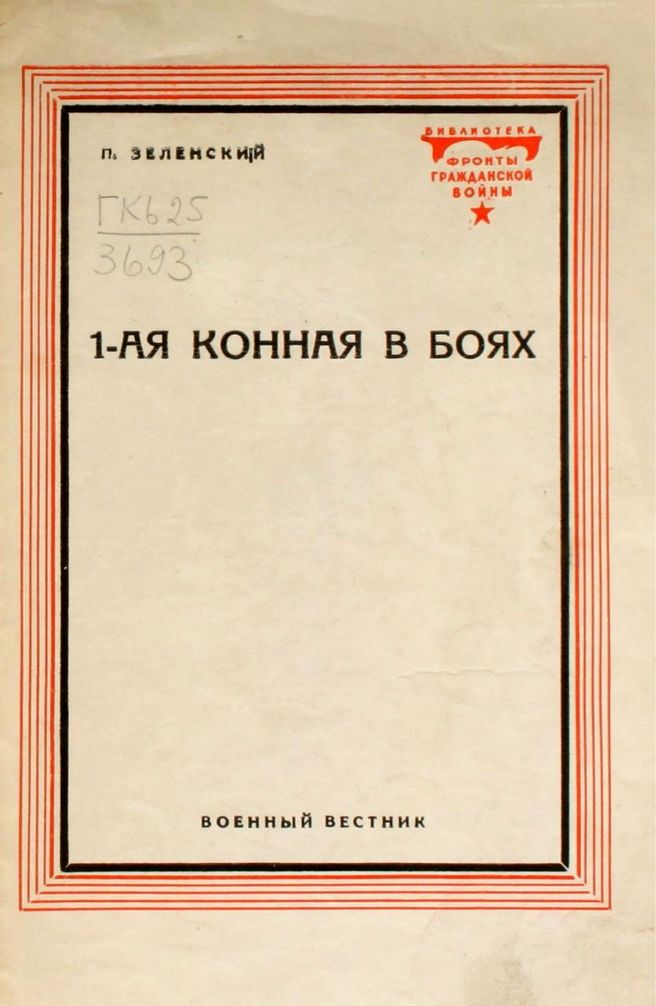
Брошура Петра Зеленського

У червні 1919 року призначений командиром кавдивізіону 2-го кавполку 1-ї Кубанської бригади, у складі якого воював проти денікінців до кінця цього року. Пізніше відряджений до 1-ї кінної армії. У травні 1920 призначений секретарем (ад'ютантом) Климента Ворошилова, а невдовзі на цій же посаді закріплений за Семеном Будьонним. Функції ад'ютанта виконував до своєї демобілізації (липень 1924 року)[первинне джерело].
Петро Зеленський відзначився під час польської кампанії. Про історію присвоєння Зеленському першого ордена Червоного Прапора згадує Семен Будьонний:
|  | На допомогу І. В. Тюленєву С. К. Тимошенко виділив 2-ю бригаду. З нею попрямував і Зеленський. Але при виході з лісу на південь від Лешнева комбриг і мій ад'ютант побачили кінноту, що рухалася колоною. Добре знаючи, що в цьому районі наших військ не повинно бути, Зеленський за своєю ініціативою вирішив один полк направити до Конюшкова, а другим атакувати ворожу кавалерію. І сам взяв участь в бою. …Я хотів би відзначити і велику заслугу Петра Зеленського. Він творчо підійшов до даного йому доручення. Оцінивши конкретно сформовану обстановку, Зеленський сміливо взяв на себе відповідальність і прийняв абсолютно правильне рішення. За ініціативу і проявлену в бою хоробрість він був нагороджений орденом Червоного Прапора. |

У мемуарному оповіданні «Кінець „Другої хвилі“» Будьонного зі збірки його доньки Ніни описана безпосередня участь Зеленського (здійснював кулеметний обстріл) у переслідуванні залишків махновської армії і витісненні махновців за румунський кордон. Загалом у цій збірці маршал позитивно характеризує Петра Зеленського.
Свої спогади про службу в лавах легендарної Першої кінної армії описав у виданій 1928 року брошурі «1-а кінна в боях, 1920-й рік».

### Міжвоєнний період
У 1924—1928 роках працював керівником Ростовського відділення Текстильного синдикату. В 1929 році призначений головою правління Північно-Кавказькогокрайконезаводсоюзу, в цьому ж році — головою правління крайтютюнсоюзу. Кандидат у депутати Ростовської міської ради. В 1930—1932 роках — Уповноважений тютюноекспорту по Північному Кавказу. В 1932—1933 роках — член правління Всесоюзного об'єднання «Текстильімпорт» у Москві. В 1933 році призначений директором Текстильно-взуттєвої контори Всесоюзного об'єднання «Торгзін» (Москва). На цій посаді був командирований до Англії та Франції для закупки товарів на суму понад 500 тисяч карбованців.
У березні 1935 призначений керівником Республіканською конторою Народного комісаріату легкої промисловості РРФСР «Росвалшерстьпостач», де й пропрацював до серпня 1938 року. Пізніше працював начальником Головного управління постачання НКЛП РРФСР[первинне джерело].
Петра Зеленського в 1938 році було репресовано, але невдовзі звільнено.

Петро Зеленський (крайній ліворуч) і Георгій Жуков на Параді Перемоги

### Німецько-радянська війна
В 1939 році мобілізований до лав РСЧА. Під час польської кампанії служив у Штабі Білоруського військового округу до 23 листопада 1939 року.
27 серпня 1940 року у званні підполковника запасу був знову зачислений до лав армії. Прикріплений для доручень до заступника наркома оборони Будьонного, після чого отримав звання полковника. Як старший ад'ютант та генерал-ад'ютант маршала Будьонного (на фронті до серпня 1942 року) перебував увесь період війни. Був присутнім на московському параді 7 листопада 1941 року, який приймав Будьонний.
У травні 1942 року, у розпал боїв у Криму, з метою переведення штабу до Керченського півострова перебирався на катері з Тамані до Аджимушкаю разом з Будьонним і Ісаковим.
Під час війни займався формуванням кавалерійських частин, у чому досяг значних успіхів. Про це свідчать формулювання в указах про нагородження Зеленського.
В 1944 році разом з Будьонним Зеленський відвідав рідний Зіньків, що був нещодавно звільнений від загарбників.
Верхи на білому жеребці на по кличці Целебес супроводжував маршала Жукова на Параді Перемоги в Москві.

### Післявоєнні роки
11 липня 1945 року надано звання генерал-майора.
До грудня 1954 року — для особливих доручень при Будьонному, пізніше — у розпорядженні Головного управління кадрів.
15 лютого 1955 року звільнений у запас із правом носіння військової форми.
Помер у 1977 році, похований на Кунцевському кладовищі Москви.

## Особисте життя. Пам'ять
У 1925 році одружився з Ніною Гербстман (Граціанською), поетесою, автором спогадів про Сергія Єсеніна. У 1943 році шлюб було розірвано.
У другому шлюбі з Зеленською (Русскіх) Лідією Якимівною.
Син Валерій 1924 р.н.
Був не тільки підлеглим Будьонного, а і його товаришем. За спогадами Михайла Будьонного, сина знаменитого маршала, Петро Зеленський був цікавою, надзвичайно інтелігентною й приємною людиною. З усіх друзів Будьонний найбільше спілкувався саме з Зеленським, та й жили вони поряд.
Автором мемуарної розвідки про Зеленського, судячи з даних книги «Маршал Баграмян. Ми багато пережили в тиші після війни», є її автор Володимир Карпов.

Копія особової справи Петра Зеленського (Зіньківський історичний музей)

## Нагороди
- орден Леніна[2]
- три ордени Червоного прапора (1921, 1944, 1954)
- чотири ордени Червоної Зірки (1941, 1943, 1949, 1969[13])
- медаль «За бойові заслуги» (1944)
- медаль «За оборону Севастополя»
- медаль «За оборону Москви»
- медаль «За оборону Кавказу»
- медаль «За перемогу над Німеччиною у Великій Вітчизняній війні 1941—1945 рр.»[1]

## Членство уВКП(б)
З січня 1920 року — кандидат у члени партії. Член партії з квітня 1925 року (номер партквитка — 0035944). Делегат партійної конференції Ленінського (Москва, 1937) та Куйбишевського райкомів ВКП(б) (Москва, 1939)[первинне джерело].

## Інше
Зеленському для участі в Параді Перемоги підібрали в стайні манежу Міністерства оборони та Вищої офіцерської кавалерійської школи світло-сірого коня по кличці Целебес. У цього коня цікава історія. Білосніжний Целебес був сином Циліндра, одного з останніх представників колись знатної породи стрілецьких коней. У листопаді 1920 року Врангель, тікаючи зі своїми військами з Криму, не встиг забрати породистого коня, що дістався йому в спадок ще від Денікіна. Трофеї — жеребець Циліндр та автомобіль «Fiat» були доставлені Зеленським до Сімферополя. Тут Будьонний верхи на Целебесі разом з Фрунзе приймали парад Червоної армії.